# Seznam chráněných území v okrese Přerov
Toto je seznam chráněných území v okrese Přerov aktuální k roku 2017, ve kterém jsou uvedena chráněná území v oblasti okresu Přerov.
| Kód  | Obrázek                                                                                | Typ | Název                          | Rozloha (ha) | Galerie Commons                                                    | Popis území | Souřadnice                       |
| ---- | -------------------------------------------------------------------------------------- | --- | ------------------------------ | ------------ | ------------------------------------------------------------------ | --- | -------------------------------- |
| 2440 | Bukoveček                                                                              | PR  | Bukoveček                      | 34,61        | Kategorie „Bukoveček“ na Wikimedia Commons                         | Zbytek přirozené bučiny s lípou a habrem | 49°31′32″ s. š., 17°41′22″ v. d. |
| 5715 | Dolní a Prostřední Svrčov                                                              | PP  | Dolní a Prostřední Svrčov      | 3,4989       | Kategorie „Dolní a Prostřední Svrčov“ na Wikimedia Commons         | biotop kuňky ohnivé (Bombina bombina) | 49°32′14″ s. š., 17°29′14″ v. d. |
| 1133 | Přírodní rezervace Doubek                                                              | PR  | Doubek                         | 26,32        | Kategorie „Doubek (nature reserve)“ na Wikimedia Commons           | Smíšený listnatý les s výskytem vzácných druhů rostlin                                                                                             | 49°31′2″ s. š., 17°50′7″ v. d.   |
| 2491 |                                                                                        | PR  | Dvorčák                        | 16,74        |                                                                    | Přirozený smíšený les s bohatou květenou | 49°30′54″ s. š., 17°41′39″ v. d. |
| 125  |                                                                                        | NPR | Hůrka u Hranic                 | 37,45        | Kategorie „Hůrka u Hranic“ na Wikimedia Commons                    | Ochrana květeny, zvířeny a krasových jevů | 49°32′26″ s. š., 17°44′52″ v. d. |
| 5845 |                                                                                        | PP  | Hustopeče – Štěrkáč            | 45,2349      |                                                                    | Biotop evropsky významného druhu lesáka rumělkového v lesních porostech v nivě řeky Bečvy                                                          | 49°31′32″ s. š., 17°50′35″ v. d. |
| 156  |                                                                                        | PP  | Kamenice †                     | 2,93         |                                                                    | Ochrana rostlinstva. Chráněné území zrušeno v roce 2013 bez náhrady.                                                                               | 49°24′40″ s. š., 17°34′42″ v. d. |
| 5732 | Lesy u Bezuchova                                                                       | PP  | Lesy u Bezuchova               | 249,7077     | Kategorie „Lesy u Bezuchova“ na Wikimedia Commons                  | Společenstva významná z hlediska evropského společenství                                                                                           | 49°28′32″ s. š., 17°35′29″ v. d. |
| 210  | PP Lhotka u Přerova                                                                    | PP  | Lhotka u Přerova               | 5,07         | Kategorie „Lhotka u Přerova“ na Wikimedia Commons                  | Ochrana květeny a drobného živočišstva | 49°29′55″ s. š., 17°24′43″ v. d. |
| 232  | Malá Kobylanka                                                                         | PR  | Malá Kobylanka                 | 0,86         | Kategorie „Malá Kobylanka“ na Wikimedia Commons                    | Ochrana původního porostu a krajinného rázu | 49°32′35″ s. š., 17°45′37″ v. d. |
| 3419 | Malé laguny                                                                            | PP  | Malé laguny                    | 2,91         | Kategorie „Malé laguny“ na Wikimedia Commons                       | Vodní a mokřadní biotop v příměstské krajině, refugium vzácných a zvláště chráněných druhů živočichů                                               | 49°27′37″ s. š., 17°28′13″ v. d. |
| 266  | Na Popovickém kopci                                                                    | PP  | Na Popovickém kopci            | 2,90         | Kategorie „Na Popovickém kopci“ na Wikimedia Commons               | Ostrůvek stepní květeny | 49°29′5″ s. š., 17°26′1″ v. d.   |
| 270  | Nad kostelíčkem                                                                        | PP  | Nad kostelíčkem                | 10,00        | Kategorie „Nad kostelíčkem“ na Wikimedia Commons                   | Ochrana květeny, zvířeny a krasových jevů | 49°33′3″ s. š., 17°45′35″ v. d.  |
| 5731 |                                                                                        | PP  | Přestavlcký les                | 208,1939     |                                                                    | Dubohabřiny a extenzivní sečené louky nížin až podhůří (evropsky významná společenstva)                                                            | 49°23′46″ s. š., 17°29′39″ v. d. |
| 5655 | PP Soudkova štola                                                                      | PP  | Soudkova štola                 | 0,7176       | Kategorie „Soudkova štola“ na Wikimedia Commons                    | Biotop letounů, zejména vrápence malého | 49°36′13″ s. š., 17°41′23″ v. d. |
| 436  | Popis obrazku                                                                          | PR  | Škrabalka                      | 7,51         | Kategorie „Škrabalka“ na Wikimedia Commons                         | Soustava vodních tůní a slepých ramen v Pobečví, bohaté ptačí hnízdiště                                                                            | 49°31′21″ s. š., 17°35′53″ v. d. |
| 445  | Rozkvetlé dymnivky                                                                     | PP  | Těšice                         | 15,54        | Kategorie „Těšice (natural monument)“ na Wikimedia Commons         | Bažinatá louka s vlhkomilnou květenou | 49°29′46″ s. š., 17°47′42″ v. d. |
| 5719 | jedna z tůní v PP Týn nad Bečvou                                                       | PP  | Týn nad Bečvou                 | 2,51         | Kategorie „Týn nad Bečvou (natural monument)“ na Wikimedia Commons | Ochrana původního porostu, rostlin a zvířeny | 49°31′34″ s. š., 17°38′34″ v. d. |
| 484  | V oboře                                                                                | PP  | V oboře                        | 2,00         | Kategorie „V oboře“ na Wikimedia Commons                           | Ochrana původního porostu, rostlin a zvířeny | 49°33′22″ s. š., 17°46′10″ v. d. |
| 6011 | PP Včelínské louky, část severně od silnice Kojetín-Chropyně                           | PP  | Včelínské louky                | 31,08        | Kategorie „Včelínské louky“ na Wikimedia Commons                   | Luční společenstva, mokřadní a vodní plochy a na ně navázané ohrožené druhy rostlin a živočichů, především modrásek bahenní (Maculinea nausithous) | 49°21′11″ s. š., 17°20′26″ v. d. |
| 493  | Přírodní rezervace Velká Kobylanka, okres Přerov                                       | PR  | Velká Kobylanka                | 4,19         | Kategorie „Velká Kobylanka“ na Wikimedia Commons                   | Ochrana původního porostu a krajinného rázu | 49°32′37″ s. š., 17°45′23″ v. d. |
| 5851 | Zámek Veselíčko - významný netopýří biotop                                             | PP  | Veselíčko                      | 0,09         | Kategorie „Veselíčko Castle“ na Wikimedia Commons                  | Biotop evropsky významného druhu netopýra velkého v objektu místního zámku                                                                         | 17°20′26″ s. š., 17°30′16″ v. d. |
| 5852 | Informační tabule o netopýrech brvitých na chráněném statku čp. 25 v Kanovsku u Vlkoše | PP  | Vlkoš – statek                 | 0,02         | Kategorie „Vlkoš - statek“ na Wikimedia Commons                    | Biotop evropsky významného druhu netopýra brvitého pod střechou stodoly                                                                            | 49°23′36″ s. š., 17°25′20″ v. d. |
| 530  | NPR Zástudánčí                                                                         | NPR | Zástudánčí                     | 100,63       | Kategorie „Zástudánčí“ na Wikimedia Commons                        | Zachovalý lužní les u neregulovaného toku Bečvy, bohaté ptačí hnízdiště                                                                            | 49°24′2″ s. š., 17°18′39″ v. d.  |
| 2231 | Popis obrazku                                                                          | NPP | Zbrašovské aragonitové jeskyně | 7,74         | Kategorie „Zbrašovské aragonitové jeskyně“ na Wikimedia Commons    | Krasové území s komplexem Zbrašovských aragonitových jeskyní se všemi podzemními a povrchovými krasovými jevy                                      | 49°31′54″ s. š., 17°44′45″ v. d. |
| 539  |                                                                                        | NPR | Žebračka                       | 227,60       | Kategorie „Žebračka“ na Wikimedia Commons                          | Komplex přirozených lesních a mokřadních ekosystémů vázaných na přirozený reliéf říční terasy řeky Bečvy                                           | 49°28′12″ s. š., 17°28′11″ v. d. |